# كأس أوغندا 1992
كأس أوغندا 1992 (بالإنجليزية: 1992 Uganda Cup)‏ هو موسم من كأس أوغندا. فاز فيه نادي إكسبريس.